# 笹埜健斗
笹埜 健斗（ささの けんと、1994年6月15日 - ）は、日本の社会情報学者、サステナビリティ学者、発明家。慶應義塾大学SFC研究所上席所員、笹埜健斗ラボ代表、一般社団法人XBRL Japan理事、booost technologies株式会社顧問。
専門は生成AIを活用した教育DXとサステナビリティ・トランスフォーメーション（SX）。
持続的なIoMTセキュリティ研究をはじめとする「情報ガバナンス」、「情報セキュリティ」を強化するための研究および開発を行う。人的資本経営を取り入れたサステナブル経営などの持続可能な社会の実現に向けたSDGs/ESG(環境・社会・企業統治)データサイエンス研究や、AI・ChatGPTを活用したプロンプトエンジニアリング等の技術開発に取り組み、リードしている。
現在、AI共創型教育プログラムに関する共同研究を行うとともに、DXハイスクール採択校ネットワークのFacebookグループを運営し、教育DXに関する情報発信や交流を行っている。

## 来歴・人物
1994年6月、岡山県生まれ。高校時代に生死の境を彷徨ったことをきっかけに、哲学に目覚める。
2011年、第19回国際哲学オリンピック国内予選金賞受賞、第19回国際哲学オリンピック出場（オーストリア・ウィーン）。岡山操山高等学校卒業。
2018年、京都大学法学部卒業後、東京大学大学院情報学環・学際情報学府入学を経て、複数の業種で最高サステナビリティ責任者（CSO: Chief Sustainability Officer）やSDGs戦略顧問を歴任する。
2021年より東大発研究開発型スタートアップである株式会社Scrumy代表取締役、2022年より一般社団法人サステナビリティ総合研究所代表理事。2023年より慶應義塾大学SFC研究所所員。
同じく2023年6月より、一般社団法人サステナブル・コミュニティ諮問委員、一般社団法人 XBRL Japan理事を務める。
2024年3月、東京大学大学院学際情報学府修了、4月より慶應義塾大学SFC研究所上席所員。同年6月より、booost technologies株式会社顧問に就任。

## 研究・表彰
単著論文（一部）
- 『今、サイバー攻撃に対して病院は如何に対処すべきか : 本邦の医療情報システムの脆弱性を鑑みて』
「月刊新医療」Vol.49, No.7, 2022年, 45-49頁（［特別寄稿］狙われる医療情報システムを護るために）[9][10]

- 『持続可能なIoMTセキュリティに向けた法政策 : サステイナビリティ学の視座からの政策提言』
「Journal of internet of medical things : IoMT学会誌」Vol.5, No.1, 2022年, 26-29頁（特集 デジタルヘルスを取り巻く法と倫理）[11][12]

ビジネスコンテスト
2022年 G-STARTUP Demo Day オーディエンス賞でメンターである磯田将太（GCP）と共に受賞した。
2023年1月、インキューベーション・アクセラレーションプログラム「未来X(mirai cross) 2023」で「三井住友銀行GREEN×GLOBE Partners賞」を受賞。

## 発明
- SNS向け誹謗中傷対策システム

生成AI技術を活用して、SNSをはじめとしたネット上の誹謗中傷発言を検知・非表示にする誹謗中傷対策システムの開発（特願2023-199424）。
システムの特徴
1. 高度な自然言語処理能力：ChatGPTの最新AIモデルを用いて、日本語の微妙なニュアンスまで理解し、誹謗中傷を高精度で検出。
2. 文脈に合わせたフィルタリング：日本語独自の表現や俗語にも対応し、適切なコンテキストでの分析が可能。
3. リアルタイム対応：オンライン上の会話をリアルタイムで監視し、問題のある内容を即座に識別。
4. 進化するアルゴリズム：ユーザーのフィードバックを組み込んで自己学習し、誹謗中傷検出アルゴリズムは継続的に改善される。

## 出演
メディア出演の他、論文・寄稿に加えて、講談社・FRIDAY DIGITAL等で解説を行っている。

### テレビ番組
- Click To Ransom（2022年10月31日、CNA）[15]

### インターネット番組
- Scrumy Media　学生・社会人向け『SDGs白熱教室』[16]

### ラジオ番組
- イブニングストリーム（2019年7月24日、FMちゅーピー）